# Чемпіонат УРСР із шахів 1979
48-й чемпіонат України (УРСР) з шахів, що проходив у Дніпропетровську з 18 по 29 травня 1979 року.
Чемпіоном України став 29-річний майстер спорту Володимир Охотник з Дніпропетровська.

## Загальна інформація про турнір
Головний суддя турніру — Є. Узун (всесоюзна категорія).
Протягом турніру лідерство довго утримував кандидат у майстри Ігор Лабенський. Після сьомого туру, де рівнянин зіграв унічию зі своїм найближчим переслідувачем Володимиром Стопкіним, він зберігав перше місце, маючи 6 очок. Однак на фініші Лабенський поступився у двох останніх партіях — дніпропетровцю Володимиру Охотнику та криворіжцю Семену Шушковському.
Здобувши перемогу над Стопкіним у заключному турі, чемпіоном України викладач кафедри фізичного виховання Дніпропетровського університету Володимир Охотник. Він став єдиним учасником турніру, який не зазнав жодної поразки, набравши 7½ очка з 9 можливих.
Срібну нагороду виборов 19-річний житомирянин Ігор Вайнерман, який фінішував із 7 очками. Бронзовим призером став Семен Шушковський, який набрав 6½ очка. Стільки ж очок здобув і дніпропетровець Віктор Гуревич, однак за кращим коефіцієнтом нагорода дісталася Шушковському. Усі вони вперше стали призерами чемпіонату України.
По 6 очок набрали, розташувавшись у такому порядку: одесит Микола Легкий, рівнянин Ігор Лабенський, миколаївець Володимир Стопкін та дніпропетровець Євген Чернов
З 229 зіграних на турнірі партій — 167 закінчилися перемогою однієї зі сторін (72,9 %), внічию завершилися 62 партії. Ще п'ять запланованих партій не було зіграно.

## Розклад та регламент змагань

### Розклад змагань

Постер чемпіонату

| - церемонія відкриття турніру — 18 травня (п'ятниця) - 1 тур — 19 травня (субота) - 2 тур — 20 травня (неділя) - 3 тур — 21 травня (понеділок) - 4 тур — 22 травня (вівторок) - 5 тур — 23 травня (середа) - догравання партій — 24 травня (четвер) | - 6 тур — 25 травня (п'ятниця) - 7 тур — 26 травня (субота) - 8 тур — 27 травня (неділя) - 9 тур — 28 травня (понеділок) - догравання партій — 29 травня (вівторок) - церемонія закриття турніру — 29 травня (вівторок) |

### Регламент
1. Турнір проводиться у Дніпропетровському обласному шаховому клубі (вул. Дзержинського, 27);

2. Час проведення турів з 15:00 до 21:00, час проведення догравання відкладених партій з 10:00 до 12:00;

3. Контроль часу — 120 хвилин на перші 40 ходів плюс відразу ж 60 хвилин на 20 ходів, після чого партія відкладається;

4. Ранкове двогодинне догравання також проводиться з контролем часу 60 хвилин на 20 ходів, і якщо партія не завершується то переноситься на наступне догравання;

5. Змагання проводять за швейцарською системою у 9 турів. Жеребкування проводиться після ранкового догравання;

6. Погоджуватися на нічию раніше 30 ходу без дозволу головного судді або його заступника не дозволяється;

7. Місця визначалися за кількістю набраних очок. У разі рівності очок у двох або більше учасників місця визначаються (у порядку пріоритетів) за наступними додатковими показниками:
- дод 1 — кількість виграних партій;
- дод 2 — результат особистої зустрічі;
- дод 3 — по системі коефіцієнтів Бухгольца;
- дод 4 — жереб;

8. Переможцю чемпіонату присвоюється звання чемпіона УРСР з шахів 1979 року, і він нагороджується медаллю та дипломом 1 ступеня та цінним призом. Учасники, які посіли друге та третє місця нагороджуються медалями та дипломами відповідних ступенів;

9. Турнір проводиться за правилами Шахового Кодексу СРСР (10 видання);

## Підсумкова таблиця

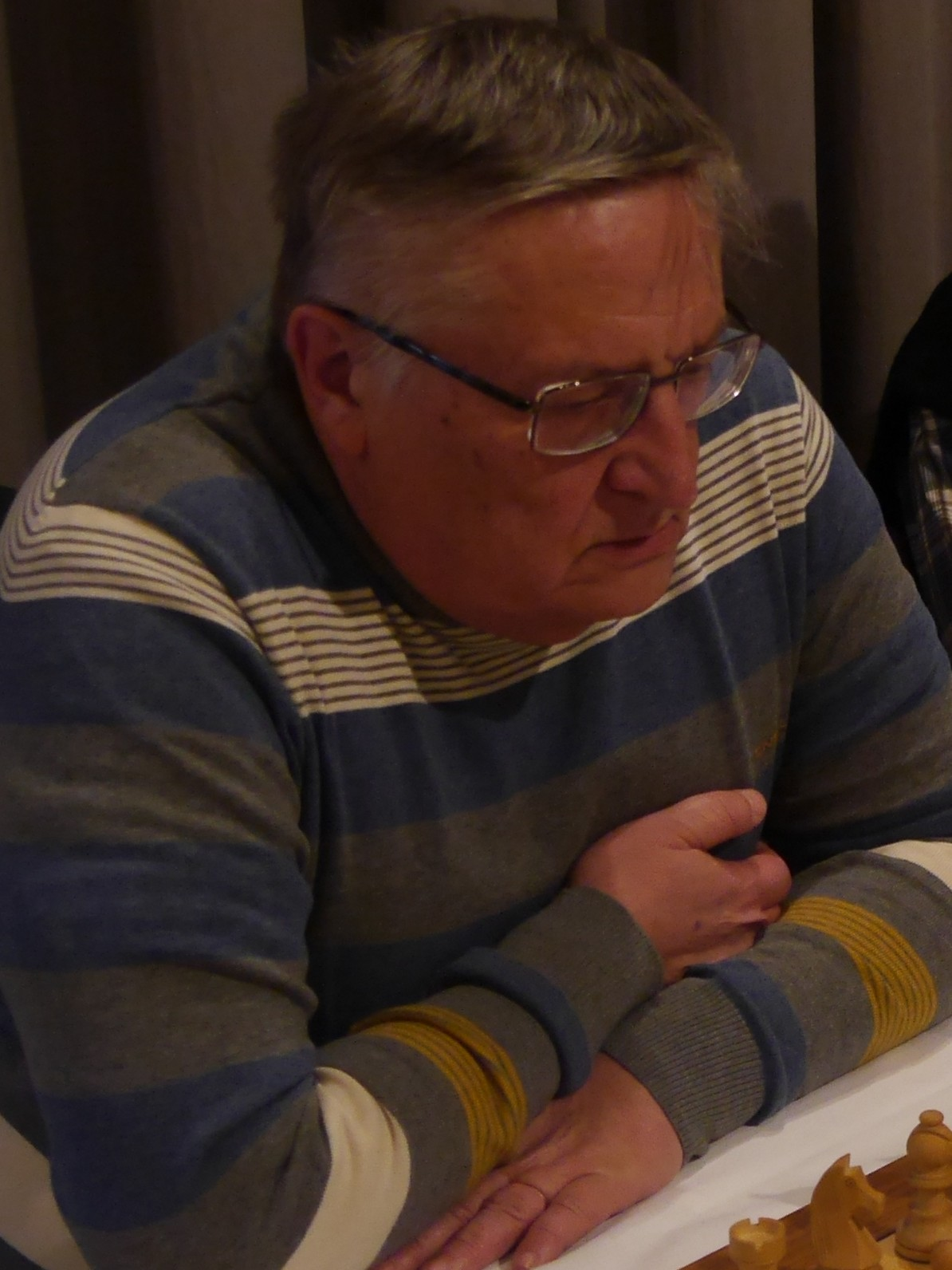
Чемпіон України 1979 року Володимир Охотник (фото 2016 року)

| Місце  | Шахіст               | Місто            | Звання |  | + | = | − | Очки | Дод1 |
| ------ | -------------------- | ---------------- | ------ |  | - | - | - | ---- | ---- |
| Gold   | Володимир Охотник    | Дніпропетровськ  | мс     |  | 6 | 3 | 0 | 7½   |      |
| Silver | Ігор Вайнерман       | Житомир          | кмс    |  | 6 | 2 | 1 | 7    |      |
| Bronze | Семен Шушковський    | Дніпропетровськ  | кмс    |  | 6 | 1 | 2 | 6½   | 6    |
| 4      | Віктор Гуревич       | Дніпропетровськ  | мс     |  | 5 | 3 | 1 | 6½   | 5    |
| 5      | Микола Легкий        | Одеса            | мс     |  | 5 | 2 | 2 | 6    | 5    |
| 6      | Ігор Лабенський      | Рівне            | кмс    |  | 5 | 2 | 2 | 6    | 5    |
| 7      | Володимир Стопкін    | Миколаїв         | кмс    |  | 5 | 2 | 2 | 6    | 5    |
| 8      | Євген Чернов         | Дніпропетровськ  | кмс    |  | 5 | 2 | 2 | 6    | 5    |
| 9      | Олександр Панченко   | Київ             | кмс    |  | 5 | 1 | 3 | 5½   | 5    |
| 10     | Олександр Мороз      | Дніпропетровськ  | кмс    |  | 5 | 1 | 3 | 5½   | 5    |
| 11     | Борис Клюкін         | Донецьк          | мс     |  | 5 | 1 | 3 | 5½   | 5    |
| 12     | Леонід Гофштейн      | Київ             | мс     |  | 5 | 1 | 3 | 5½   | 5    |
| 13     | Олександр Іжнін      | Херсон           | кмс    |  | 4 | 3 | 2 | 5½   | 4    |
| 14     | Олег Косевич         | Ворошиловград    | кмс    |  | 4 | 3 | 2 | 5½   | 4    |
| 15     | Віктор Москаленко    | Одеса            | кмс    |  | 4 | 3 | 2 | 5½   | 4    |
| 16     | Михайло Перельштейн  | Житомир          | кмс    |  | 3 | 5 | 1 | 5½   | 3    |
| 17     | Марк Сафьяновський   | Чернігів         | мс     |  | 3 | 5 | 1 | 5½   | 3    |
| 18     | В. Васін             | Волинська обл.   | кмс    |  | 4 | 2 | 3 | 5    | 4    |
| 19     | Руслан Погорєлов     | Львів            | кмс    |  | 4 | 2 | 3 | 5    | 4    |
| 20     | А./О. Коряка         | Херсон           | кмс    |  | 4 | 2 | 3 | 5    | 4    |
| 21     | Володимир Онопрієнко | Армянськ         | кмс    |  | 4 | 2 | 3 | 5    | 4    |
| 22     | Фелікс Левін         | Львів            | кмс    |  | 3 | 4 | 2 | 5    | 3    |
| 23     | В. Гаєвський         | Дніпропетровськ  | кмс    |  | 4 | 1 | 4 | 4½   | 4    |
| 24     | Юрій Ростовцев       | Дніпропетровськ  | мс     |  | 4 | 1 | 4 | 4½   | 4    |
| 25     | Віталій Песоцький    | Київ             | кмс    |  | 4 | 1 | 4 | 4½   | 4    |
| 26     | А./О. Іванов         | Запоріжжя        | кмс    |  | 3 | 3 | 3 | 4½   | 3    |
| 27     | Едуард Бахматов      | Дніпропетровськ  | мс     |  | 3 | 3 | 3 | 4½   | 3    |
| 28     | Віталій Денисенко    | Суми             | кмс    |  | 3 | 3 | 3 | 4½   | 3    |
| 29     | В. Сівець            | Запоріжжя        | кмс    |  | 2 | 5 | 2 | 4½   | 2    |
| 30     | Віктор Твердохлібов  | Полтава          | кмс    |  | 3 | 2 | 4 | 4    | 3    |
| 31     | Валерій Семенов      | Одеса            | кмс    |  | 3 | 2 | 4 | 4    | 3    |
| 32     | Віталій Щербаков     | Дніпропетровськ  | мс     |  | 3 | 2 | 4 | 4    | 3    |
| 33     | Володимир Лимар      | Дніпропетровськ  | кмс    |  | 3 | 2 | 4 | 4    | 3    |
| 34     | А. Кондратьєв        | Дніпропетровськ  | кмс    |  | 3 | 2 | 4 | 4    | 3    |
| 35     | В. Кулик             | Хмельницький     | кмс    |  | 3 | 2 | 4 | 4    | 3    |
| 36     | Ю. Ісаєв             | Дніпропетровськ  | кмс    |  | 2 | 4 | 3 | 4    | 2    |
| 37     | Альгірдас Бандза     | Львів            | кмс    |  | 2 | 4 | 3 | 4    | 2    |
| 38     | Євген Яковлєв        | Дніпропетровськ  | кмс    |  | 3 | 1 | 5 | 3½   | 3    |
| 39     | А./О. Рубан          | Вінниця          | кмс    |  | 3 | 1 | 5 | 3½   | 3    |
| 40     | М. Маулік            | Київ             | кмс    |  | 3 | 1 | 5 | 3½   | 3    |
| 41     | Віктор Кравчук       | Миколаїв         | кмс    |  | 3 | 1 | 5 | 3½   | 3    |
| 42     | Микола Марчик        | Дніпропетровськ  | кмс    |  | 3 | 1 | 5 | 3½   | 3    |
| 43     | І. Подольський       | Тернопіль        | кмс    |  | 2 | 3 | 4 | 3½   | 2    |
| 44     | А./О. Катилявічус    | Львів            | кмс    |  | 1 | 5 | 3 | 3½   | 1    |
| 45     | Яків Лойфенфельд     | Київ             | мс     |  | 1 | 5 | 3 | 3½   | 1    |
| 46     | Петро Черняховський  | Суми             | кмс    |  | 0 | 7 | 2 | 3½   | 0    |
| 47     | М. Глізер            | Київ             | кмс    |  | 2 | 2 | 5 | 3    |      |
| 48     | В. Невинний          | Жовті Води       | кмс    |  | 2 | 1 | 6 | 2½   | 2    |
| 49     | О. Кияненко          | Кіровоград       | кмс    |  | 2 | 1 | 6 | 2½   | 2    |
| 50     | В. Донець            | Дніпродзержинськ | кмс    |  | 1 | 3 | 5 | 2½   | 1    |
| 51     | В. Фінкель           | Черкаси          | кмс    |  | 1 | 3 | 5 | 2½   | 1    |
| 52     | Валерій Фадєєв       | Севастополь      | кмс    |  | 0 | 0 | 4 | 0    |      |